# 夏亜矢子
夏 亜矢子（なつ あやこ、1月21日生）とは元宝塚歌劇団花組主演娘役クラスの女優である。愛知県名古屋市出身。金城学院高等学校出身。宝塚歌劇団時代の公称身長は158cm。宝塚歌劇団時代の愛称はナカちゃん。

## 略歴
1955年、42期生として、宝塚歌劇団に入団。宝塚入団時の成績は36人中29位。初舞台公演の演目は花組公演『春の踊り』。
1956年、星組に配属され、のちに花組異動。
1964年4月29日、宝塚歌劇団を退団。宝塚大劇場での最終出演公演の演目は花組公演『いろはにほへと／ラテン・アメリカ』、東京での最終出演公演の演目は1964年3月花組公演『虹のオルゴール工場／フェスタ・宝塚』である。

## 宝塚歌劇団時代の主な舞台
- 『私のアンジェラ』（星組）（1956年9月1日 - 9月30日、宝塚大劇場）
- 『淀君』『花の中の子供たち』（花組）（1958年3月26日 - 4月29日、宝塚大劇場）
- 『わらべ唄風土記』『燃える氷河』（花組）（1960年2月3日 - 2月28日、宝塚大劇場）
- 『阿波踊り(わらべ唄風土記)』『東京の空の下』（花組）（1960年6月1日 - 6月29日、宝塚大劇場）
- 『狐と雨と花』『ショウ・イズ・オン』（花組）（1960年11月1日 - 11月30日、宝塚大劇場）
- 『世はかげろうの物語』『ポニイ・レディー』（花組）（1961年3月1日 - 3月21日、宝塚大劇場）
- 『明日に鐘は鳴る』（花・月組）（1961年11月29日 - 12月27日、新芸劇場）
- 『おみね太鼓』『哀愁の巴里』（花組）（1962年6月2日 - 7月1日、宝塚大劇場）
- 『皇帝と魔女』（花組）（1962年8月1日 - 9月2日、宝塚大劇場）
- 『落日の砂丘』『虹のオルゴール工場』（花組）（1963年7月2日 - 7月31日、宝塚大劇場）
- 『いろはにほへと』『ラテン・アメリカ』（花組）（1963年10月1日 - 10月29日、宝塚大劇場）
- 『南の哀愁』『これぞ!タカラヅカ』（花組）（1964年1月1日 - 1月28日、新宿コマ劇場）
- 『虹のオルゴール工場』『フェスタ・宝塚』（花組）（1964年3月7日 - 3月31日、東京宝塚劇場）

## ドラマ出演
- 『美わしき誘い』（1957年5月6日 - 1957年5月27日、NHK）
- 『招かれざる客』（1958年11月7日、NHK）
- 『おばあさん』（1959年2月15日、NHK）
- 『舞扇』（1960年7月11日、NTV）
- 『御寮人さん』（1960年10月27日、KTV）
- 『虞美人草』（1961年10月5日、NTV）
- 『月を呼ぶ少女』（1963年5月17日、TBS）
- 『夜の配役』（1963年8月23日、NHK）
- 『東京の空』（1964年1月15日、NHK）

## 映画出演
- 『女の学校』- 字佐見順子 役（1955年、東宝）
- 『唄祭母恋しぐれ』- お千代 役（1956年、東宝）
- 『五十年目の浮気』- 娘光子 役（1956年、東宝）
- 『世にも面白い男の一生 桂春団治』- お豊 役（1956年、東宝）
- 『金語楼純情日記 初恋社長』- 八重子の娘C 役（1957年、東宝）
- 『ますらを派出夫会 粉骨砕身す』- 甚介の娘・洋子 役（1957年、東宝）
- 『青春航路』- 藤田まり子(高校生) 役（1957年、東宝）
- 『別れの波止場』- 加津子の妹・秋子 役（1958年、東宝）
- 『お父さんはお人好し 家に五男七女あり』- 五女・静子 役（1958年、東宝）
- 『お父さんはお人好し 花嫁善哉』- 五女・静子 役（1958年、東宝）
- 『海から来た男』- 小川美津子 役（1959年、東宝）